# Ланеман, Алар
Алар Ланеман (эст. Alar Laneman, род. 6 мая 1962, Вяндра, Пярнумаа) — эстонский военный деятель, с 18 ноября 2020 по 26 января 2021 года — министр внутренних дел Эстонской Республики. До 2024 являлся членом Консервативной народной партии Эстонии.

## Биография
Алар Ланеман родился 6 мая 1962 года в Вяндра, женат, отец трёх дочерей. В 2019 году вступил в Консервативную народную партию Эстонии.
В 2005 году награждён Крестом орла третьей степени, в том же году ему было присвоено звание бригадного генерала.
В 1980 году окончил Пярнускую гимназию Койдула (бывшая 2-я средняя школа г. Пярну) в 1985 году окончил Таллинское высшее военно-политическое строительное училище, в 2001 году — военную академию в Швеции, а в 2007 году — Королевский колледж оборонных исследований. Владеет эстонским, английским, шведским и русским языком.

## Карьера
- 1991—1995 — Служба в Силах обороны
- 1995—1998 — Командующий Балтийским батальоном
- 2001—2002 — Начальник штаба Сухопутных войск
- 2002—2007 — Начальник Генерального штаба Сил обороны
- 2008 — оперативный командующий Сил обороны
- 2011—2016 — советник Эстонского союза оборонной промышленности
- 2011—2019 — преподаватель в Саугаской основной школе
- 2011—2020 — советник Milrem Robotics
- 2019—2020 — депутат Рийгикогу XIV созыва, был председателем комиссии по надзору за учреждениями сферы безопасности[2]

## Награды
- Командор ордена «За заслуги» (2005, Франция)[3].